# Stara reka
Stara reka (bulgariska: Стара река) är ett distrikt i Bulgarien.   Det ligger i kommunen Obsjtina Sliven och regionen Sliven, i den centrala delen av landet, 230 km öster om huvudstaden Sofia.
I omgivningarna runt Stara reka växer i huvudsak lövfällande lövskog. Runt Stara reka är det ganska tätbefolkat, med 58 invånare per kvadratkilometer.